# Леммон-Веллі (Невада)
Леммон-Веллі (англ. Lemmon Valley) — переписна місцевість (CDP) в США, в окрузі Вошо штату Невада. Населення — 4987 осіб (2020).

## Географія
Леммон-Веллі розташований за координатами 39°41′10″ пн. ш. 119°50′7″ зх. д. / 39.68611° пн. ш. 119.83528° зх. д. (39.686089, -119.835223).  За даними Бюро перепису населення США в 2010 році переписна місцевість мала площу 47,65 км², з яких 44,52 км² — суходіл та 3,13 км² — водойми. В 2017 році площа становила 44,33 км², з яких 41,24 км² — суходіл та 3,10 км² — водойми.

## Демографія
Згідно з переписом 2010 року, у переписній місцевості мешкало 5040 осіб у 1775 домогосподарствах у складі 1295 родин. Густота населення становила 106 осіб/км².  Було 1897 помешкань (40/км²).
Расовий склад населення:
| - 88,3 % — білих - 1,9 % — корінних американців - 0,8 % — азіатів - 0,5 % — вихідців з тихоокеанських островів - 0,4 % — чорних або афроамериканців - 4,9 % — осіб інших рас |

До двох чи більше рас належало 3,4 %. Частка іспаномовних становила 14,0 % від усіх жителів.
За віковим діапазоном населення розподілялося таким чином: 22,5 % — особи молодші 18 років, 66,7 % — особи у віці 18—64 років, 10,8 % — особи у віці 65 років та старші. Медіана віку мешканця становила 42,0 року. На 100 осіб жіночої статі у переписній місцевості припадало 107,0 чоловіків;  на 100 жінок у віці від 18 років та старших — 106,3 чоловіків також старших 18 років.
Середній дохід на одне домашнє господарство  становив 57 058 доларів США (медіана — 54 107), а середній дохід на одну сім'ю — 61 594 долари (медіана — 58 347). Медіана доходів становила 37 500 доларів для чоловіків та 27 311 долар для жінок. За межею бідності перебувало 9,8 % осіб, у тому числі 12,8 % дітей у віці до 18 років та 10,4 % осіб у віці 65 років та старших.
Цивільне працевлаштоване населення становило 2224 особи. Основні галузі зайнятості: освіта, охорона здоров'я та соціальна допомога — 16,5 %, роздрібна торгівля — 14,4 %, будівництво — 12,0 %, мистецтво, розваги та відпочинок — 10,8 %.